# كانان يوشيمورا
كانان يوشيمورا، ممثلة يابانية - مصرية من أب ياباني كان يعمل كرئيس البعثة اليابانية للتنقيب عن الآثار في مصر ووالدتها مصرية.

## أعمالها

### مسلسلات
- 2018 - سك على إخواتك.[1]
- 2010 - الفوريجي
- 2007 - رجل غني فقير جداً
- 2007 - عائلة مجنونة جداً
- 2003 - شباب أون لاين 2
- 2002 - جائزة نوفل

### أفلام
- 2001 - شرم برم.[1]

## وصلات خارجية
- كانان يوشيمورا على موقع قاعدة بيانات الأفلام العربية
- كانان يوشيمورا: لست راضية عن وضعي في «قالب الخواجاية».